# Мшана-Гурна
Мшана-Гурна (пол. Mszana Górna) — село в Польщі, у гміні Мшана-Дольна Лімановського повіту Малопольського воєводства.
Населення — 2690 осіб (2011).
У 1975-1998 роках село належало до Новосондецького воєводства.

## Демографія
Демографічна структура станом на 31 березня 2011 року:
|          | Загалом | Допрацездатний вік | Працездатний вік | Постпрацездатний вік |
| -------- | ------- | ------------------ | ---------------- | -------------------- |
| Чоловіки | 1368    | 383                | 849              | 136                  |
| Жінки    | 1322    | 337                | 740              | 245                  |
| Разом    | 2690    | 720                | 1589             | 381                  |